# Lawless (film)
Lawless is een Amerikaanse film uit 2012 geregisseerd door John Hillcoat met onder anderen Shia LeBeouf.

## Verhaal
De gebroeders Bondurant runnen een illegale alcoholstokerij en doen allerlei clandestiene klusjes. De slinkse deputy Rakes wil een deel van de opbrengst, wat de familie niet ziet zitten. Hierop begint Rakes een heksenjacht. Als de oudste van de broers gewond raakt, is het aan de jongste (de rustige van de broers) om de leiding over te nemen en zorgen dat hun stokerij uit de handen van Rakes blijft. Hierbij ondergaat hij een transformatie van het rustige type naar een uitslover.

## Rolverdeling
| Acteur           | Personage         | Opmerking          |
| ---------------- | ----------------- | ------------------ |
| Shia LeBeouf     | Jack Bondurant    | De jongste broer   |
| Tom Hardy        | Forrest Bondurant | De oudste broer    |
| Jason Clarke     | Howard Bondurant  | De middelste broer |
| Guy Pearce       | Charlie Rakes     | De deputy          |
| Lew Temple       | Henry Abshire     | De hulpsheriff     |
| Jessica Chastain | Maggie Beaufort   |                    |
| Mia Wasikowska   | Bertha Minnix     |                    |
| Dane DeHaan      | Cricket Pate      |                    |
| Chris McGarry    | Danny             |                    |
| Tim Tolin        | Mason Wardell     |                    |
| Gary Oldman      | Floyd Banner      |                    |
| Noah Taylor      | Gummy Walsh       |                    |

## Trivia
- Jack Bondurant is de grootvader van de schrijver Matt Bondurant.